# Aristodem de Nisa el Vell
Aristodem (en grec antic: Ἀριστόδημος, llatí: Aristodemus) va ser un gramàtic de l'antiga Grècia nascut a Nisa del Meandre, a Cària. Fou deixeble del cèlebre gramàtic Aristarc de Samotràcia. William Smith creu també que seria el mateix personatge citat en uns escolis a Píndar sota el nom d'Aristodem d'Alexandria, puix hi va residir un cert temps. Ja de gran, retornà a Nisa, on prengué com a pupil a Estrabó. El seu pare es deia Menècrates, i tenia alguna relació de parentiu amb Aristodem de Nisa el Jove, també gramàtic.